# 하동우체국
하동우체국은 경상남도 하동군을 관할하는 부산지방우정청 우체국이다.

## 연혁
- 1904년 4월 1일: 하동우편국 개국 (하동읍 읍내동1190)
- 연도 미상일: 청사이전 (하동읍 읍내동1254)
- 1912년 12월 12일: 진교우체국개국 (진교면 진교리300)
- 1939년 3월 11일: 노량우체국 개국(하동금남으로 이름변경) (금남면 노량리738-4)
- 1939년 3월 21일: 악양우체국 개국 (악양면 정서리279-3)
- 1946년 9월 10일: 청사이전 (하동읍 읍내동321-1)
- 1950년 1월 1일: 하동우체국으로 명칭개칭 (사무관국으로 승격)
- 1954년 4월 24일: 공비방화로 청사 소실
- 1952년 5월 1일: 청사 이전 (하동읍 읍내동 408-7)
- 1956년 11월 1일: 옥종우체국 개국 (옥종면 청용리119-3)
- 1958년 10월 31일: 청사개축이전 (하동읍 읍내동 408-5)
- 1962년 5월 16일: 청암우체국 개국(별) (청암면 평촌리565-7)
- 1962년 6월 30일: 북천우체국 개국(별) (북천면 직전리588-5)
- 1962년 6월 30일: 횡천우체국 개국(별) 횡천면 횡천리565-1
- 1962년 7월 15일: 노량우체국고전분국개국 (고전면 고하리693-24)
- 1962년 10월 15일: 적량우체국 개국 (별) (적량면 관리42-6)
- 1963년 5월 30일: 고전우체국 개국(별) (노량우체국고전분국폐지) (고전면 고하리693-24)
- 1963년 11월 27일: 화개우체국 개국 (별; 일반우체국으로전환) (화개면 탑리 742)
- 1964년 7월 1일: 양보우체국 개국(별) (양보면 운암리 155-11)
- 1965년 12월 31일: 고남우체국 개국 (하동고남으로 이름변경) (금남면 계천리355-1)
- 1980년 8월 1일: 갈도우체국 개국 (하동금성으로 이름변경) (금성면 갈사리 786-5)
- 1983년 1월 1일: 한국전기통신공사설립으로 전신전화업무이양
- 1987년 9월 3일: 현청사 개축준공 (하동읍 읍내리408-1)
- 2011년 12월 19일: 고전우체국을 하동고전우체국으로, 북천우체국을 하동북천우체국으로, 양보우체국을 하동양보우체국으로, 적량우체국을 하동적량우체국으로, 횡천우체국을 하동횡천우체국으로 명칭 변경[1]
- 2014년 1월 1일: 우편구역을 다음과 같이 고시[2]

| 배달국     | 배달구역                                                     | 구역번호                    |
| ---------- | ------------------------------------------------------------ | --------------------------- |
| 하동우체국 | 하동읍 · 악양면 · 적량면 · 청암면 · 화개면 · 횡천면          | 52300 ~ 52310 52319 ~ 52334 |
| 진교우체국 | 금남면 · 금성면 · 고전면 · 양보면 · 진교면 · 북천면 · 옥종면 | 52311 ~ 52318 52335 ~ 52355 |

- 2020년 1월 1일 : 하동고전우체국 별정우체국 지정 해지[3]
- 2020년 1월 2일 : 하동고전우체국 폐국[4]
- 2020년 12월 1일 : 하동고남우체국 폐국[5] 및 하동노량우편취급국으로 전환[6]

## 관할 우체국
| 우체국명           | 사진 | 주소                                     | 비고                                                                                              |
| ------------------ | ---- | ---------------------------------------- | ------------------------------------------------------------------------------------------------- |
| 악양우체국         |      | 경상남도 하동군 악양면 악양동로 381      |                                                                                                   |
| 옥종우체국         |      | 경상남도 하동군 옥종면 덕천로 5          |                                                                                                   |
| 진교우체국         |      | 경상남도 하동군 진교면 민다리길 63       |                                                                                                   |
| 청암우체국         |      | 경상남도 하동군 청암면 청학로 671        |                                                                                                   |
| 하동고남우체국     |      | 경상남도 하동군 금남면 섬진강대로 973-16 | 2020년 12월 1일 폐국                                                                              |
| 하동노량우편취급국 |      | 경상남도 하동군 금남면 노량해안길 31     | 2020년 12월 1일 신설                                                                              |
| 하동고전우체국     |      | 경상남도 하동군 고전면 하동읍성로 566    | 2011년 12월 19일 고전우체국에서 명칭 변경 2020년 1월 1일 별정우체국 지정 해지 2020년 1월 2일 폐국 |
| 하동금남우체국     |      | 경상남도 하동군 금남면 노량해안길 31     |                                                                                                   |
| 하동금성우체국     |      | 경상남도 하동군 금성면 금성로 515        |                                                                                                   |
| 하동북천우체국     |      | 경상남도 하동군 북천면 경서대로 2448     | 별정우체국 2011년 12월 19일 북천우체국에서 명칭 변경                                              |
| 하동양보우체국     |      | 경상남도 하동군 양보면 진양로 729        | 별정우체국 2011년 12월 19일 양보우체국에서 명칭 변경                                              |
| 하동적량우체국     |      | 경상남도 하동군 적량면 적량로 100        | 별정우체국 2011년 12월 19일 적량우체국에서 명칭 변경                                              |
| 하동횡천우체국     |      | 경상남도 하동군 횡천면 경서대로 1177     | 별정우체국 2011년 12월 19일 횡천우체국에서 명칭 변경                                              |
| 화개우체국         |      | 경상남도 하동군 화개면 쌍계로 50         |                                                                                                   |